# Sorba Thomas
Benjamin Sorba William Thomas (ur. 25 stycznia 1999 w Londynie) – walijski piłkarz występujący na pozycji skrzydłowego w Huddersfield Town.
Jest synem Walijki i Sierraleończyka.

## Kariera klubowa
Swoją karierę rozpoczął w wieku juniorskim w West Ham United. Następnie trenował w klubie Boreham Wood, a w sezonie 2017/2018 został włączony do jego pierwszej drużyny, grającej w National League.
W styczniu 2021 został zawodnikiem zespołu Huddersfield Town, rywalizującego w Championship. Swój pierwszy mecz w tych rozgrywkach rozegrał 13 lutego 2021 przeciwko Wycombe Wanderers (2:3), z kolei 28 sierpnia 2021 w wygranym 4:0 pojedynku z Reading strzelił swojego debiutanckiego gola w Championship. W sezonie 2021/2022 zajął z klubem 3. miejsce w lidze, jednak po przegranych barażach nie awansował z nim do Premier League.
W styczniu 2023 został wypożyczony do ligowego rywala, zespołu Blackburn Rovers, jednak po zakończeniu sezonu 2022/2023 wrócił do Huddersfield.

## Kariera reprezentacyjna
W reprezentacji Walii zadebiutował 8 października 2021 w zremisowanym 2:2 meczu el. do MŚ 2022 z Czechami.
W 2022 został powołany do kadry na mistrzostwa świata i zagrał na nich w zremisowanym 1:1 pojedynku ze Stanami Zjednoczonymi, Walia zaś zakończyła turniej na fazie grupowej.